# The Spanish Revolt of 1836
The Spanish Revolt of 1836 è un cortometraggio muto del 1912 diretto da George Melford. Prodotto dalla Kalem Company, il film fu interpretato da Carlyle Blackwell e Alice Joyce.

## Trama
La fiera Isabella Galvez, figlia dell'alcalde della città, rifiuta di sposare il californiano Juan Alvarado dicendo che nessun uomo comune può aspirare alla sua mano. Respinge anche la corte di Chico, il governatore, un uomo crudele e vendicativo che, per questo motivo, rimuove l'alcalde dal suo incarico accusandolo di essere un incompetente. I cittadini insorgono e la rivolta si fa sempre più violenta quando Chico mette in prigione l'alcalde. I popolani nominano loro capo Alvarado e, sotto la sua guida, affrontano anche i cannoni dell'esercito, vincendo la battaglia e facendo dimettere il governatore. Isabella, conquistata dal suo eroe, accetta di sposare il valoroso Alvarado.

## Produzione
Il film, prodotto dalla Kalem Company, fu girato a Glendale, in California.

## Distribuzione
Distribuito dalla General Film Company, il film - un cortometraggio in una bobina - uscì nelle sale statunitensi il 3 aprile 1912.